# Emilio Pérez Labrador
Pour les articles homonymes, voir Pérez et Labrador (homonymie).
Pérez  Labrador est un nom espagnol. Le premier nom de famille, en général paternel, est Pérez ; le second, en général maternel, souvent omis, est Labrador.
Emilio Pérez Labrador (né le 1er juillet 1991) est un coureur cycliste cubain. Son palmarès comprend plusieurs titres de champion de Cuba.

## Palmarès
- 2017
  -  Champion de Cuba du contre-la-montre
  - 3e du championnat de Cuba sur route
- 2018
  -  Champion de Cuba sur route
  - 3e du championnat de Cuba du contre-la-montre

## Classements mondiaux
| Année            | 2017 |
| ---------------- | ---- |
| UCI America Tour | 424e |